# Колбенова (станція метро)
50°06′37″ пн. ш. 14°30′47″ сх. д. / 50.11028° пн. ш. 14.51306° сх. д.
Колбенова (чеськ. Kolbenová) — станція Празького метрополітену. Розташована між станціями «Височанська» і «Глоубетин».
Станція була відкрита 8 червня 2001 року на діючій дільниці.

## Характеристика станції
Конструкція станції: пілонна трисклепінна з однією острівною платформою (глибина закладення — 26 м). Має один вихід, у західному торці станції, сполучений тристрічковим ескалатором. Колійні стіни пофарбовані у білий і синій кольори.